# Alfonso Requiterena
Alfonso Requiterena Vogt (Fray Bentos, Río Negro, 1915 - Montevideo, 1999) fue un escribano y político uruguayo perteneciente al Partido Nacional. Apodado "Pompo".

## Biografía
Hijo de Eugenia Catalina Vogt Inderküm y Alfonso Requiterena. Tuvo dos hermanas, Lily y Elvira. Estudia en la Universidad de la República, graduándose como escribano.
Inicia su militancia política en la Agrupación Demócrata Social, liderada por Carlos Quijano.
Fue diputado suplente durante los periodos 1964-1967. Electo diputado titular para el periodo 1967-1972. Adhiere al Movimiento Por la Patria, fue nuevamente electo diputado por Río Negro por la Agrupación 58 en las elecciones de 1971.
Proscripto durante la dictadura cívico-militar, luchó contra la misma. Reelecto diputado en las elecciones de 1984 por la Agrupación 58 (Por la Patria - Movimiento de Rocha). Durante 1988 fue Segundo Vicepresidente de la Cámara de Diputados.
Durante su actuación parlamentaria, luchó por su departamento en aspectos educativos (liceos de Fray Bentos, Young y Grecco), hospitalarios, industria frigorífica, etc. 
En 1989 se postula al Senado y a diputado acompañando a Juan Raúl Ferreira Sienra, sin resultar electo. Posteriormente, se retira de la política activa.

## Homenajes
En 2013, el Liceo n.º 2 de Fray Bentos fue bautizado con el nombre "Escribano Alfonso Requiterena Vogt".